# Mozilla Prism
Mozilla Prism (раніше програма називалася Webrunner) — багатоплатформове (Windows, Mac OS X, Linux) рішення від Mozilla, основне завдання якого — відірвати вебзастосунки від браузера. Ця програма створює на робочому столі, у меню «Пуск», «Всі програми» тощо, ярлики для інтернет-сервісів, які виглядають ніби «справжні» програми. При натисненні на такий ярлик, вебзастосунок буде запущений в окремому вікні.
Під Prism можна використовувати популярні вебсервіси, такі як GMail, як звичайні застосунки для стільниці, без необхідності відкриття браузера. Prism розроблена на основі Firefox, завдяки чому працює зі всіма вебтехнологіями, які підтримує популярний браузер. На те, щоб перетворити вебсервіс на застосунок для робочого столу, потрібно буде зробити всього лише пару кліків мишею.
На відміну від Adobe AIR чи Microsoft Silverlight, Prism не запатентована платформа, націлена на те, щоб замінити Інтернет. Prism доступний і як самостійний застосунок, і як плагін для Firefox.
Програма доступна в двох варіантах: або як додаток Firefox, або як окрема програма. Обидва варіанти дозволяють запускати вебслужби в окремому вікні застосунка. Prism розрахований на виконання одного вебзастосунку одним процесом, усе зовнішні посилання перенаправляються в звичайний браузер (концепція Site Specific Browsers — SSB). Крах вебзастосунку не впливає на інші Prism-оточення.
На початку 2011 розробники Mozilla ухвалили рішення припинити розвиток розпочатого в 2007 році проєкту Mozilla Prism на користь проєкту Chromeless. З 2007 року багато чого змінилося і багато можливостей Prism виявилися застарілими.